# Echarri
Echarri (cooficialmente en euskera: Etxarri) es un municipio español de la Comunidad Foral de Navarra, situado en la merindad de Pamplona, en la Cuenca de Pamplona, en el valle de Echauri y a 17 km de la capital de la comunidad, Pamplona. Su población en 2024 fue de 78 habitantes (INE), su término municipal tiene una superficie de 2,2 km² y su densidad de población es de 34.06 
 hab./km².

## Toponimia
El municipio de Echarri también ha sido conocido como Echarri de Echauri al estar situado en la subcomarca de Val de Echauri de la Cuenca de Pamplona. Esta denominación se ha utilizado para distinguirlo de otras localidades navarras del mismo nombre, aunque no ha tenido carácter oficial. 
Existen varias localidades denominadas Echarri en Navarra. Además de este Echarri, están Echarri-Aranaz y Echarri en el municipio de Larráun. En la provincia vascofrancesa de Sola hay también un Etcharry, que es el mismo topónimo escrito con ortografía francesa. Todos se ubican en zonas tradicionalmente vascófonas.
Sobre el nombre de Echarri la etimología aparentemente más evidente hace derivar el nombre de la lengua vasca, de etxe (casa) y (h)arri (piedra), es decir casa de piedra. Parece ser que fue el escritor Arturo Campión quien propuso esta etimología afirmando además que este nombre tenía antiguamente en euskera el significado de castillo, aunque esto nunca ha podido demostrarse.
Sin embargo filólogos posteriores como Koldo Mitxelena o el vascofrancés Jean-Baptiste Orpustan han explicado el nombre de la población como una evolución de la palabra vasca etxeberri (casa nueva), que habría seguido la siguiente evolución etxeberri->etxaberri->etxaerri->etxarri en los dialectos orientales del euskera. Esta es la hipótesis que más aceptación tiene en la actualidad entre los filólogos vascos.
Echarri se ubica en una zona castellanohablante, aunque hasta el siglo XIX se hablaba vascuence. Actualmente forma parte de la Zona Mixta de Navarra. Tradicionalmente el nombre del municipio se ha escrito Echarri en castellano, mientras que en euskera suele ser transcrito como Etxarri, siendo ambos cooficiales. Su gentilicio en castellano es echarritarra aplicable al masculino y al femenino, y etxarriarra o etxarritarra en euskera.

## Símbolos
El escudo de armas de Echarri tiene el siguiente blasón:

En campo de azur un castillo de plata con tres torres, la de en medio más alta que las laterales, cantonado de 2 estrellas de seis puntas de oro.

## Geografía

Situación del municipio de Echarri en Navarra

La localidad de Echarri está situada en la parte central de la Comunidad Foral de Navarra dentro de la Cuenca de Pamplona a una altitud de 403 m s. n. m. Su término municipal tiene una superficie de 2,2 km² y limita al norte con Ciriza, al noroeste con Izurzu (Guesálaz, al oeste con Vidaurreta, al este con Zabalza y al sur con Arraiza.

### Clima
El clima de la zona es de tipo submediterráneo, La temperatura media anual están entre 12° y 13 °C. Las precipitaciones anuales están entre 800 y 1000 mm, registrándose entre 80 y 100 días lluviosos al año y produciéndose un periodo de sequía estival de entre 2 y 3 meses. El índice de evapotranpiración potencial está entre 650 y 725 mm.

### Flora y fauna
Casi toda la superficie forestal de su término municipal está poblada por encinas. Esta especie está bien adaptada a las condiciones climáticas y orográficas de la zona. También hay algunos chopos y una pequeña parte (0,4 ha) está poblada por Pinus uncinata (pino negro) de repoblación.

## Demografía
Echarri cuenta con una población de 78 habitantes (INE 2024).
| Gráfica de evolución demográfica de Echarri entre 1842 y 2023                                                       |
| |
| Población de derecho según los censos de población del INE Población de hecho según los censos de población del INE |

Según el censo general de población hecho en 1920, se compone de 43 casas y 183 habitantes.
El 16 de diciembre de 2016 el pueblo era noticia por que con apenas 78 habitantes, contaba con el mayor porcentaje de España de niños menores de 15 años. En total son 22 menores, que aparentemente son pocos, pero es que la localidad tiene tan sólo 78 habitantes.

## Administración y política
En 1371, los labradores recurrieron a la reina Dª Juana, exponiéndoles que de resultas de la gran mortandad se habían empobrecido y enajenado las mejores viñas que tenían, y suplicaban les convirtiese la pecha capital en pecha tasada; y la Reina, condescendiendo con estas suplicas, fijó a perpetuo dicha pecha, anualmente, en 48 galletas de vino, 12 cahíces de trigo y 16 de avena medida real. 
En 1437, el rey D. Juan II donó la pecha ordinaria del lugar a Bertrán de Lacarra".
En 1498, el rey D. de Labrit concedió franqueza, de toda pecha real y personal, a los vecinos de Echarri y los hizo infanzones e hijosdalgo a perpetuo, pagando por vía de censo a la corona 23 cahices de trigo anualmente. Decía que las pechas ordinarias que antes pagaban eran 9 cahices de trigo, 12 de cebada y 4 cargas de vino.
El rey Felipe IV concedió al lugar de Echarri la facultad de elegir alcalde anualmente sin intervención del Consejo de Navarra, con derecho de conocer en todo lo criminal en primera instancia, y decidir en lo civil hasta la cantidad de 25 ducados.
En 1807 Don Agustín de Aranguren, médico, dueño de la casa Vicariozarena y Don Pedro Julián Larumbe, dueño de la casa Iriatecoa permutan terreno donde la plaza.
En 1847 tenía escuela, cuyo maestro era a la vez secretario del ayuntamiento y recibía por ambos oficios 1.000 reales al año. 
A comienzos del siglo XIX la forma de gobierno era elegir cada año un alcalde ordinario de todos los insaculados, sin que interviniera en ello el consejo real. El alcalde conocía en primera instancia en todos los asuntos de la jurisdicción criminal y, en los de la civil, decidía sobre cantidades de hasta veinticinco ducados, y nombraba además alcalde, fiscal, alguacil y patrimonial. Este régimen administrativo regía desde 1630, en que lo obtuvo Juan de Ciriza para Ciriza* mismo y Echarri del rey Felipe IV. 
Echarri se convirtió en ayuntamiento separado del valle de Echauri en 1846.
En 1932 el Ayuntamiento de Echarri se mostró partidario del Estatuto Vasco propiciado para las provincias de Navarra, Álava, Guipúzcoa y Vizcaya. 
El 10 de febrero de 1956 se declaró por Decreto la utilidad pública de la Concentración Parcelaria en Echarri / Etxarri. Afectó a 100 Hectáreas y 32 propietarios, y redujo las 492 parcelas a 59 parcelas. 
Estos son los últimos alcaldes de Echarri:
| Mandato   | Nombre del alcalde               | Partido político |
| --------- | -------------------------------- | ---------------- |
| 1979-1883 | José María Oderiz Erice          | UCD              |
| 1983-1987 | José María Oderiz Erice          | AP/PDP/UL        |
| 1987-1991 | Antonio Javier Mendioroz Rezusta | UC-CDS           |
| 1991-1995 | Carlos Oderiz Azcona             | Independiente    |
| 1995-1999 | Antonio Javier Mendioroz Rezusta | Independiente    |
| 1999-2003 | Antonio Javier Mendioroz Rezusta | Independiente    |
| 2003-2007 | Patxi Xabier Ilzarbe Legaria     | Independiente    |
| 2007-2011 | Patxi Xabier Ilzarbe Legaria     | Independiente    |
| 2007-2011 | Patxi Xabier Ilzarbe Legaria     | AEE              |
| 2011-2015 | Patxi Xabier Ilzarbe Legaria     | AEE              |
| 2015      | Carlos Oderiz Azcona             | AEE              |

## Cultura

### Patrimonio

#### Monumentos religiosos
La iglesia parroquial de San Esteban data en su estado actual del siglo XVI, aunque hubo otra anterior medieval, en parte aprovechada. La nave, de tres tramos, termina en cabecera poligonal. Se cubre con bóveda de crucería estrellada con claves. Antes del presbiterio se abren dos capillas, más tardías, cubiertas con bóvedas de cañón. La portada es de medio punto con arquivolta exterior ornamentada. La torre se sitúa a los pies, sobre la nave.
La pila bautismal corresponde al siglo XVI.
El retablo mayor es obra de Miguel Marsal y fue tasado en 1599. La pintura, de Andrés de las Heras y su hijo Juan, es poco posterior a la obra. Se compone de predela, tres pisos, dispuestos en cinco calles, y ático. La escultura es de tallas en las calles centrales y relieves en las extremas, siendo también abundante en la predela, tercio inferior de las columnas y frisos. El titular se halla en la hornacina central del segundo piso. En la del primero se ve una talla medieval de la Virgen con Niño, del siglo XIV. El retablo fue restaurado en 1978, rescatando la valiosa policromía. De los dos retablos laterales, obra de los mismos autores del mayor, solo queda el de San Blas, en el lado del Evangelio. La pila bautismal, de piedra, es de gallones en la copa, con motivos de roseta y estrellas tallados en la parte superior y en el pie.
La ermita de San Martín, ubicada a un cuarto de hora del pueblo, en la misma ladera de la montaña. Se trata de un edificio de simplicidad extrema, con planta rectangular y acceso por el lado de la Epístola. Los muros de piedra van totalmente enlucidos, y se perforan por una ventana recta en el lado meridional, a la altura de la cabecera. El acceso es una simple puerta adintelada, y se cubre con tejado a doble vertiente, sobre estructura de madera.
En el pueblo, parece que existió un antiguo monasterio hasta los años 1237 en que el rey Don Teobaldo lo donó, con todas sus pertenencias, excepto las heredades de Yerri, cerca de Estella, y los collazos y las multas y pechas, á Pedro Miguelez.

#### Monumentos civiles
El lavadero público con pila para lavar en piedra, cubierto con tejado a dos aguas sobre tijeras de madera y pilares de ladrillo. La fuente adosada al lavadero dispone de tres caños con pilar de piedra rematado en bola con gallones. Lleva la fecha de 1868 en una inscripción.
Las dos presas del molino se localizan a ambos lados de la isla. Para su construcción se empleó piedra.
La primera presa de 40 m de longitud se encuentra derruida en Ciriza. La segunda presa de 80 m de longitud se conserva en buen estado. El antiguo molino 100 m aguas abajo en la margen derecha, ya se cita en 1477.
En el Archivo General de Navarra se conserva el plano de la planta del molino realizado por Pedro Antonio de Insausti en el año 1730. Procede del Fondo Notaría de Echauri, notario Juan Andrés Huici.

### Fiestas y eventos
- Fiestas patronales: Son siempre el fin de semana que coincida con el primer domingo de agosto.

### Gastronomía
Hay numerosos platos tradicionales en su cocina como la pochada, costillada, corderada (asados), calderete.

## Personas destacadas
- Beato Tomás Urdánoz Aldaz O.H. (1903 - 1936) Hermano de la Orden Hospitalaria de San Juan de Dios.
- Fray Teófilo Urdánoz Aldaz O.P. (1912 - 1987) Filósofo dominico.